# SS Arabic (1881)
SS Arabic foi um navio a vapor da White Star Line, construído pelo estaleiro Harland and Wolff, em Belfast.

## História
O navio foi originalmente concebido para ser nomeado de Asiatic, no entanto, ele acabou sendo nomeado de Arabic após sua conclusão em agosto de 1881. Assim como o seu irmão SS Coptic, ele foi projetado como um navio cargueiro e de passageiros ao mesmo tempo, podendo acomodar passageiros de segunda e terceira classe, destinado principalmente ao transporte de carga e pecuária. Sua viagem inaugural ocorreu no dia 10 de setembro de 1881, partindo de Liverpool a Nova Iorque. Após duas viagens nesta rota, Arabic colidiu com o navio SS Plove, enquanto navegavam no Rio Mersey. No dia 4 de fevereiro de 1882, ele foi fretado pela Occidental & Oriental Steamship Co, navegando de São Francisco para Hong Kong via Canal de Suez.
No dia 2 de junho de 1884, ele chegou em Hong Kong com uma hélice danificada, tendo que ser reparado antes de voltar para São Francisco. Ele retornou ao Reino Unido em 1886, realizando uma viagem para a Austrália, navegando de Londres para Sydney. Ele também retornou ao serviço da White Star Line no dia 30 de março de 1887, navegando de Londres para Nova Iorque. Em maio de 1888, ele voltou a ser fretado pela Occidental & Oriental.
Em fevereiro de 1890, Arabic foi vendido para a Holland America Line, que o renomeou de SS Spaarndam. No dia 29 de março ele fez sua primeira viagem sob a bandeira holandesa, navegando de Roterdão para Nova Iorque. Após onze anos de serviço, ele fez sua última viagem no dia 7 de fevereiro de 1901. Em agosto, ele foi vendido para desmantelamento, sendo desmontado em Preston.